# Ackermann-principe

Ackermann-principe

Theoretisch model om de hoek van de stuurstangen vast te stellen.

Het Ackermann-principe houdt in dat de hoek van een voorwiel van een voertuig in een bocht 90 graden staat ten opzichte van een lijn naar een denkbeeldig punt dat in het verlengde van de achteras ligt, om te voorkomen dat de voorwielen in een bocht gaan wringen.
Het Ackermann-principe veroorzaakt een (toenemend) uitspoor bij het nemen van een bocht.
Het Ackermann-principe is in 1817 ontdekt door de rijtuigbouwer Georg Lankensperger, woonachtig te München en is gepatenteerd in 1818 door zijn vertegenwoordiger in Engeland, Rudolph Ackermann (1764–1834). Erasmus Darwin zou het principe al in 1758 ontdekt hebben.
Het Ackermann-principe is een theoretisch principe. In de praktijk wordt het denkbeeldige punt door constructeurs vaak niet op de achteras gelegd om betere rijeigenschappen te krijgen. Naast het camber en de balhoofdhoek (caster) is meer-, minder- of dicht bij nul ackermann belangrijk voor de rijeigenschappen van een vervoermiddel. Bij een eventuele verlenging of verkorting van het platform zoals bijvoorbeeld bij een buggy vaak gedaan wordt, wordt het fictieve ackermannpunt verlegd. Hierdoor zullen de rijeigenschappen veranderen.

## Centraal draaipunt
Het Ackermann-principe is alleen van toepassing bij een vooras die voorzien is van fusees. Het geldt niet bij een vooras die bij het sturen als geheel om een centraal punt draait. Dergelijke assen komen voor bij aanhangwagens voor vrachtwagens en tractoren en bij koetsen en bolderkarren. Naast het wringen van de voorwielen hebben deze assen nog het nadeel dat dat de voorwielen in scherpe bochten een steeds kleinere effectieve spoorbreedte hebben. In een scherpe bocht, met de as een kwart slag gedraaid, is de stabiliteit ver te zoeken, doordat de voorwielen van hun plaats zijn geraakt. De stabiliteit is dan minder dan bij een driewieler en de wagen kan makkelijk kantelen.
Ten opzichte van het Ackermann-systeem is de centraal draaiende vooras technisch veel eenvoudiger. Dergelijke assen worden dan ook al eeuwen langer toegepast en zijn nog steeds in zwang bij aanhangwagens en andere voertuigen die aan een dissel of triangel voortgetrokken worden. Daar blijkt ook het voordeel van dit oude systeem: als de voorwagen in een scherpe hoek staat ten opzichte van de aanhanger, zal deze gewoon volgen. Bij het Ackermann-systeem is dit volggedrag heel lastig te realiseren. In het algemeen zijn extreme stuurhoeken hiermee niet mogelijk.